# Dedekinds zetafunktion
Inom matematiken är Dedekinds zetafunktion av en algebraisk talkropp K, vanligen betecknad med ζK(s), en generalisering av Riemanns zetafunktion, som är specialfallet av Dedekinds zetafunktion i fallet då K är de rationella talen Q. Dedekinds zetafunktion har flera gemensamma egenskaper med Riemanns zetafunktion: den definieras som en Dirichletserie, den har en Eulerprodukt, den satisfierar en funktionalekvation, den har en analytisk fortsättning till en meromorf funktion i komplexa planet C med bara en enkel pol vid s = 1. Dess värden ger aritmetisk information om K. Den utvidgade Riemannhypotesen säger att om ζK(s) = 0 och 0 < Re(s) < 1 är Re(s) = 1/2.
Dedekinds zetafunktion är uppkallad efter Richard Dedekind.

## Definition
Låt K vara en algebraisk talkropp. Dedekinds zetafunktion av K definieras för komplexa tal s med reell del Re(s) > 1 som Dirichletserien
{\displaystyle \zeta _{K}(s):=\sum _{\mathfrak {a}}{{\mathfrak {N}}({\mathfrak {a}})}^{-s}}
där {\displaystyle {\mathfrak {a}}} går genom alla heltalsideal av {\displaystyle K} och {\displaystyle {\mathfrak {N}}({\mathfrak {a}})} är deras absolutnorm. Serien {\displaystyle \zeta _{K}(s)} konvergerar absolut och likformigt för {\displaystyle \Re (s)\geq 1+\delta } för alla {\displaystyle \delta >0}. Dedekinds zetafunktion kan skrivas som Eulerprodukten
{\displaystyle \zeta _{K}(s)=\prod _{\mathfrak {p}}{\frac {1}{1-{{\mathfrak {N}}({\mathfrak {p}})}^{-s}}}}
där {\displaystyle {\mathfrak {p}}} går över alla primideal av {\displaystyle K}. Zetafunktionen kan fortsättas analytiskt till {\displaystyle \mathbb {C} \setminus \{1\}}. I fallet K = Q reducerar sig detta till definitionen av Riemanns zetafunktion.

### Allmänna källor
- Bosma, Wieb; de Smit, Bart (2002), ”On arithmetically equivalent number fields of small degree”, i Kohel, David R.; Fieker, Claus, Algorithmic number theory (Sydney, 2002), Lecture Notes in Comput. Sci., "2369", Berlin, New York: Springer-Verlag, s. 67–79, doi:10.1007/3-540-45455-1_6, ISBN 978-3-540-43863-2
- Section 10.5.1 of Cohen, Henri (2007), Number theory, Volume II: Analytic and modern tools, Graduate Texts in Mathematics, "240", New York: Springer, doi:10.1007/978-0-387-49894-2, ISBN 978-0-387-49893-5
- Deninger, Christopher (1994), ”L-functions of mixed motives”, i Jannsen, Uwe; Kleiman, Steven; Serre, Jean-Pierre, Motives, Part 1, Proceedings of Symposia in Pure Mathematics, "55.1", American Mathematical Society, s. 517–525, ISBN 978-0-8218-1635-6, http://wwwmath.uni-muenster.de/u/deninger/about/publikat/cd22.ps[död länk]
- Flach, Mathias, ”The equivariant Tamagawa number conjecture: a survey”, i Burns, David; Popescu, Christian; Sands, Jonathan m.fl., Stark's conjectures: recent work and new directions, Contemporary Mathematics, "358", American Mathematical Society, s. 79–125, ISBN 978-0-8218-3480-0, http://www.math.caltech.edu/papers/baltimore-final.pdf
- Martinet, J. (1977), ”Character theory and Artin L-functions”, i Fröhlich, A., Algebraic Number Fields, Proc. Symp. London Math. Soc., Univ. Durham 1975, Academic Press, s. 1-87, ISBN 0-12-268960-7
- Narkiewicz, Władysław (2004), Elementary and analytic theory of algebraic numbers, Springer Monographs in Mathematics (3), Berlin: Springer-Verlag, Chapter 7, ISBN 978-3-540-21902-6